# Mercedes MGP W01
MGP W01 é o modelo da Mercedes GP da temporada de 2010 de Fórmula 1, que foi pilotado por Michael Schumacher e Nico Rosberg.
Em 25 de janeiro de 2010, em evento realizado no museu da montadora Mercedes, em Stuttgart, foi feita a apresentação da pintura utilizada no carro durante a temporada. O design gráfico do carro foi aplicado no chassi do BGP 001, utilizado em 2009 pela então equipe Brawn GP. O lançamento do modelo oficial aconteceu no dia primeiro de fevereiro, em Valência, para os primeiros testes oficiais da categoria.
Após as quatro primeiras etapas da temporada, a equipe realizou várias atualizações no modelo. A principal delas foi a mudança na distância entre os eixos, melhorando a distribuição do peso.

## Resultados[6]
(legenda) 
| Ano  | Chassi  | Motor               | Pneus | N.° | Pilotos            | 1   | 2   | 3   | 4   | 5   | 6   | 7   | 8   | 9   | 10  | 11  | 12  | 13  | 14  | 15  | 16  | 17  | 18  | 19  | Pontos | Posição |  |
| ---- | ------- | ------------------- | ----- | --- | ------------------ | --- | --- | --- | --- | --- | --- | --- | --- | --- | --- | --- | --- | --- | --- | --- | --- | --- | --- | --- | ------ | ------- |  |
|      |         |                     |       |     |                    |     |     |     |     |     |     |     |     |     |     |     |     |     |     |     |     |     |     |     |        |         |  |
|      |         |                     |       |     |                    | BAR | AUS | MAL | CHN | ESP | MON | TUR | CAN | EUR | GBR | ALE | HUN | BEL | ITA | SIN | JAP | COR | BRA | ABU |        |         |  |
| 2010 | MGP W01 | Mercedes FO 108X V8 | B     | 3   | Michael Schumacher | 6   | 10  | Ret | 10  | 4   | 12  | 4   | 11  | 15  | 9   | 9   | 11  | 7   | 9   | 13  | 6   | 4   | 7   | Ret | 214    | 4º      |  |
| 2010 | MGP W01 | Mercedes FO 108X V8 | B     | 4   | Nico Rosberg       | 5   | 5   | 3   | 3   | 13  | 7   | 5   | 6   | 10  | 3   | 8   | Ret | 6   | 5   | 5   | 17† | Ret | 6   | 4   | 214    | 4º      |  |

† Completou mais de 90% da distância da corrida.